# خوسة س. باليس
جوسي س فاليس (سمورة) من مواليد عام 1965, كاتب اسباني في فقه اللغة ومترجم  فاز بجائزة نادال عام 2015 عن روايته ملهى بياريتز (	Cabaret Biarritz).

## حياته
كانت دائما ذا صلة بحياته المهنية في عالم النشر، اما كاتب اومحرر أو مترجم للتسميات مختلفة.

## روابط خارجية
جائزة نادال